# Ernest Sowah
Ernest Sowah (ur. 31 marca 1988 w Akrze) – piłkarz ghański grający na pozycji bramkarza.

## Kariera klubowa
Sowah jest wychowankiem klubu Tema Youth. W 2007 roku zadebiutował w nim w ghańskiej Premier League. W 2010 roku przeszedł do Berekum Chelsea. W 2011 roku wywalczył z nim mistrzostwo Ghany. W latach 2013–2015 grał w CS Don Bosco z Demokratycznej Republiki Konga. W 2016 trafił do Asante Kotoko. Następnie grał w Accra Hearts of Oak SC, Accra Great Olympics FC i ponownie Berekm Chelsea.

## Kariera reprezentacyjna
W 2012 roku Sowah został powołany do reprezentacji Ghany na Puchar Narodów Afryki 2012, a w 2015 na Puchar Narodów Afryki 2015.